# Dora Gerson (Medizinerin)
Dora Gerson (geboren 24. September 1884 in Aschersleben; gestorben 24. September 1941 in Hannover) war eine deutsche Ärztin und Hauswirtschaftsleiterin.

## Leben
Die im Jahr 1884 geborene Dora Gerson war Mitglied einer dem jüdischen Glauben angehörenden Familie. Sie studierte Medizin, zuletzt in München und Leipzig. Während ihres Studiums konvertierte sie zum christlichen Glauben und trat der evangelischen Kirche bei. Nach ihrer Promotion erhielt sie 1912 ihre ärztliche Approbation. In der Folge arbeitete sie als Ärztin in Köln und Dresden.
Im Jahr der Machtergreifung durch die Nationalsozialisten wurde ihr 1933 die Kassenzulassung entzogen, so dass sie ihre Praxis schließen musste. 1936 ging sie nach Hannover und übernahm in Ahlem die Stelle als Hauswirtschaftsleiterin an der Israelitischen Gartenbauschule. Zeitgleich nahm sie ihren jüdischen Glauben wieder an. Mitten im Zweiten Weltkrieg erhielt sie 1940 die Genehmigung der zuständigen Behörden, die in der Gartenbauschule lebenden Kinder und Jugendlichen ärztlich zu betreuen.

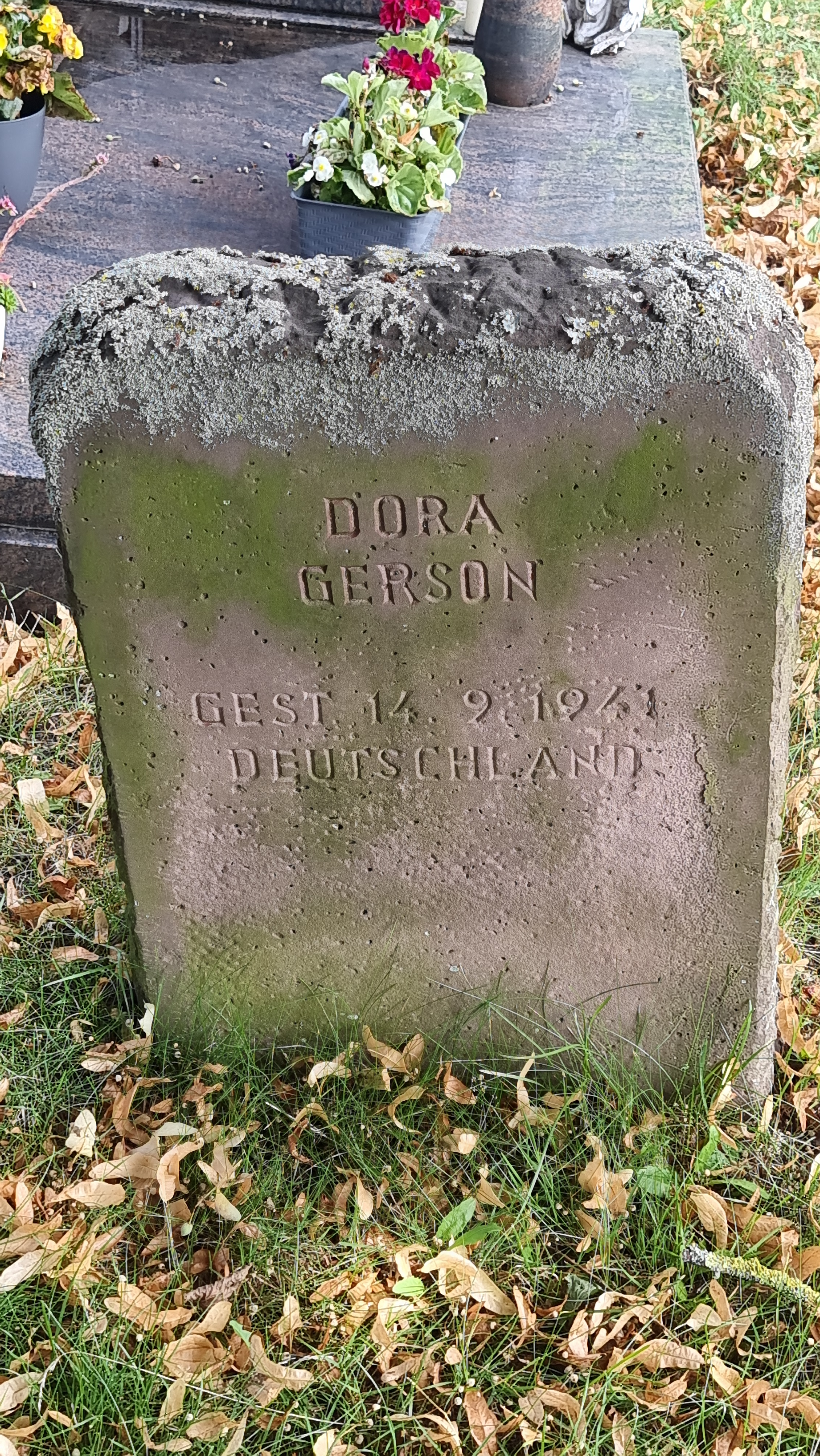
Grabstein von Dora Gerson auf dem Jüdischen Friedhof Bothfeld

Am 24. September 1941, wenige Wochen vor der ersten von acht erfolgten Deportationen in Hannover, nahm sich Dora Gerson in Ahlem das Leben. Sie wurde auf dem Jüdischen Friedhof Bothfeld bestattet, wo sich ihr Grab bis heute erhalten hat.

## Dora-Gerson-Straße

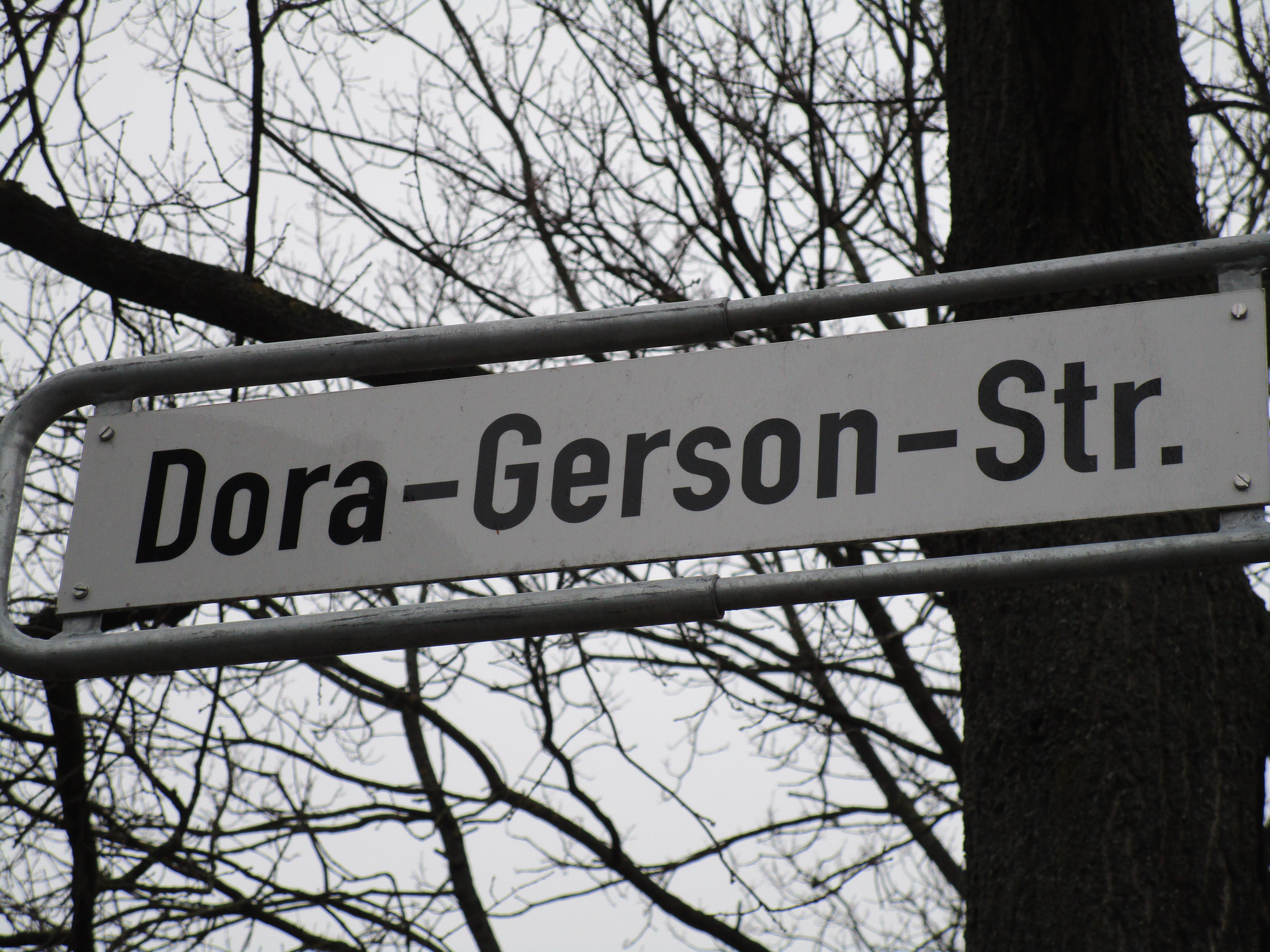
Straßenschild mit dem Namen der Ärztin Dora Gerson

Nachdem ab dem Jahr 2014 das ehemalige Oststadtkrankenhaus mit dem Klinikum Siloah zusammengelegt wurde und die Krankenhaus-Gebäude im hannoverschen Stadtteil Groß-Buchholz abgerissen worden waren, wurden neue Bebauungspläne für das Gebiet mit zwei neuen Erschließungsstraßen festgelegt. Für die Straßennamen favorisierten die verschiedenen Fraktionen des Bezirksrates die Benennungen nach den Ärztinnen Dora Gerson und Rose Senger. Die Namensgebung sollte zugleich ein Hinweis auf den ehemaligen Krankenhausstandort geben.
Am 1. Juni 2017 beschloss der Bezirksrat für den Stadtbezirk Buchholz-Kleefeld einstimmig, der von der Pasteurallee abzweigenden westlichen Erschließungsstraße über das ehemalige Krankenhausgelände den Namen Dora-Gerson-Straße zu geben und zugleich der von der Straße In den Sieben Stücken östlich abzweigenden Erschließungsstraße den Namen Rose-Senger-Straße zu geben.